# Helina subreptitia
Helina subreptitia är en tvåvingeart som först beskrevs av Albuquerque och Guilherme A.M.Lopes 1979.  Helina subreptitia ingår i släktet Helina och familjen husflugor. Inga underarter finns listade i Catalogue of Life.